# برند برای کشتن
برند برای کشتن یا نشان‌شده برای کشتن (ژاپنی: 殺しの烙印؛ انگلیسی: Branded to Kill) یک فیلم یاکوزایی ژاپنی در ژانر نوآر به کارگردانی سیجون سوزوکی محصول سال ۱۹۶۷ است. از بازیگران آن می‌توان به جو شیشیدو و کوجی نانبارا اشاره کرد.
منتقدان این فیلم کالت سوزوکی را شاهکاری آبسوردیستی خوانده‌اند و کارگردانانی همچون جیم جارموش، تارانتینو، پارک چان-ووک و جان وو آن را الهام‌بخش خود دانسته‌اند.